# جرج بولوس
جرج استفن بولوس (۴ سپتامبر ۱۹۴۰ – ۲۷ مارس ۲۷ ۱۹۹۶) یک فیلسوف و منطقدان ریاضی آمریکایی بود که در موسسه تکنولوژی ماساچوست تدریس می‌کرد.

## یادداشت
1. ↑  Van Gelder, Lawrence (30 May 1996). "George Boolos, 55, Philosopher". NY Times.